# アジア開発銀行研究所

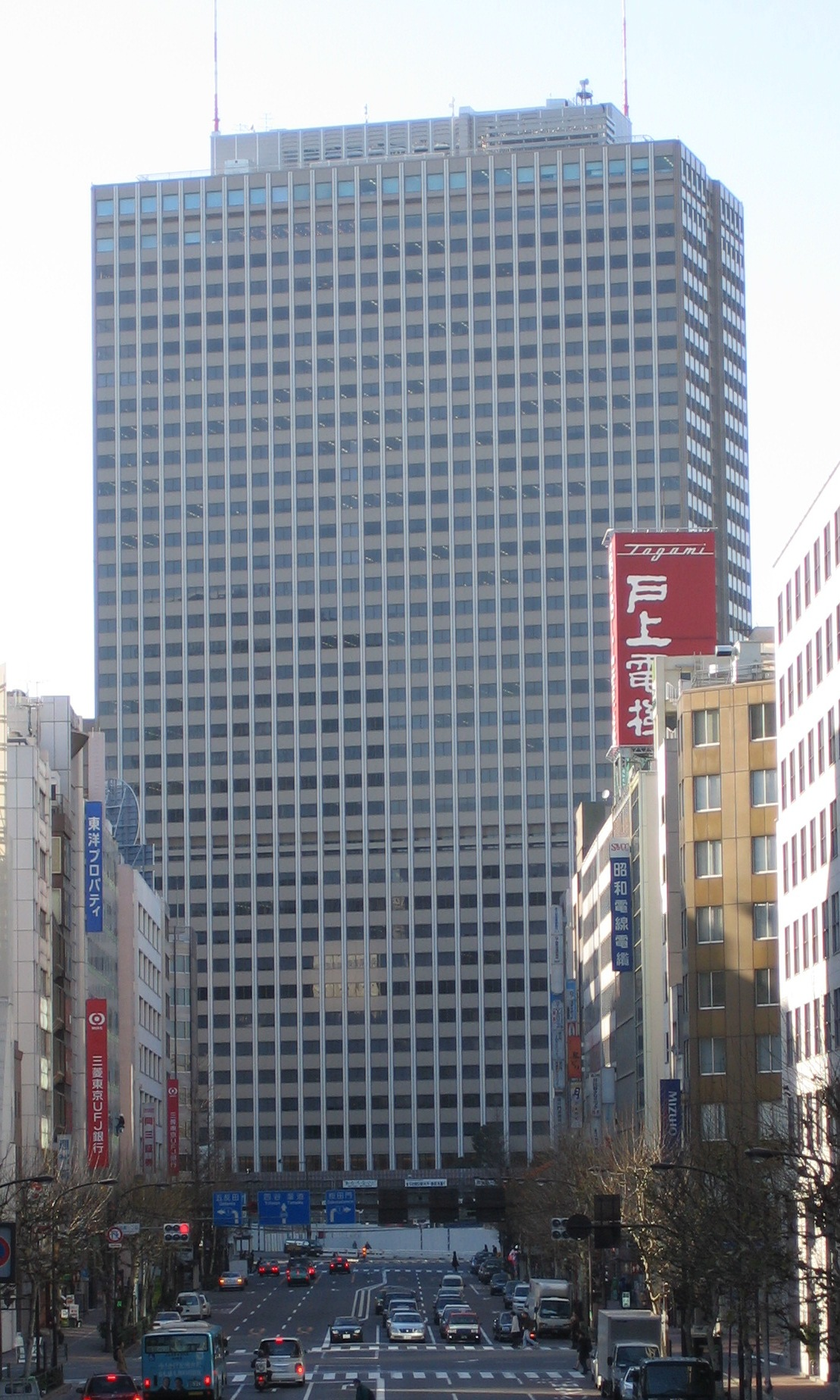
ADB研究所のある霞が関ビル

アジア開発銀行研究所（アジアかいはつぎんこうけんきゅうしょ、英語: Asian Development Bank Institute、ADBI、ADB研究所）は、アジア開発銀行のシンクタンク。アジア太平洋地域における効果的な開発戦略の策定と、アジア開発銀行加盟国に対する開発運営の支援を行うため、シンクタンク機能を持つアジア開発銀行の補助機関として1997年に設立された。日本政府が設立・運営基金を拠出しており、日本の政府機関の多い千代田区霞が関の霞が関ビルに所在する。アジア開発銀行研究所は、開発に関する情報・知識の創造・普及において、アジア太平洋地域で中心的な役割を果たすようになってきており、世界の専門家、研究者、シンクタンク、政府機関などとの広範なネットワークを築いている。現在の所長は、インドネシアの財務大臣を務めたバンバン•ブロジョネグロである。

## 沿革
1996年5月に開かれたアジア開発銀行の第29回年次総会において、アジア開発銀行加盟開発途上国政府や開発研究所の幹部・職員の能力強化が必要であるとして、日本政府がアジア開発銀行研究所の設立及び運営資金を拠出することを提案した。この提案は9月24日に承認され、1997年12月10日にアジア開発銀行研究所が発足した。
研究所の初代所長には、フィリピンの経済学者ヘスス・エスタニスラオ（Jesusu Estanislao）が就任した。

## 運営
アジア開発銀行研究所はアジア開発銀行の補助機関であり、アジア開発銀行の総務会がプログラムと予算の承認をおこなっている。2014年12月31日までの日本の累計拠出約定額は240億円となった。
研究、人材育成・研修、アウトリーチと知識管理の三つを事業として行っている。
研究事業：　アジア開発銀行研究所は、開発研究や政策策定に重要で戦略的な意義を有する開発問題について研究を行っている。ノーベル賞受賞者などの著名な専門家による講演を開催するほか、アジア太平洋地域での政策策定能力を強化するための書籍や論文を公表している。
人材育成・研修事業：　アジア開発銀行研究所は、アジア開発銀行の開発途上加盟国政府や政府機関の幹部・中堅職員の開発管理能力の強化に努めており、加盟国の政策担当者が適切な政策を策定し、効果的に実施するための支援を行っている。
アウトリーチと知識管理事業：　アジア開発銀行研究所では、過去の研究、研修、セミナー、会議等の成果を、マスメディアや定期刊行物をはじめ、ウェブサイト（www.adbi.org）や各種ソーシャルメディアを通じて広く公表している。ウェブサイト（www.adbi.org）では、アジア太平洋地域が直面している主要課題を研究した成果や400本を超えるワーキングペーパーのほか、開催されるイベント（セミナー、ワークショップなど）の情報が掲載されている。